# Canton de Prades
Le canton de Prades est une ancienne division administrative française, située dans le département des Pyrénées-Orientales et la région Languedoc-Roussillon. Supprimé depuis le redécoupage cantonal de 2014, ses communes sont intégrées au Canton des Pyrénées catalanes.

## Composition
Le canton de Prades groupe 20 communes :
| Nom                      | Code Insee | Intercommunalité   | Superficie (km2) | Population (dernière pop. légale) | Densité (hab./km2) |
| ------------------------ | ---------- | ------------------ | ---------------- | --------------------------------- | ------------------ |
| Prades (chef-lieu)       | 66149      | CC Conflent Canigó | 10,87            | 5 927 (2014)                      | 545                |
| Campôme                  | 66034      | CC Conflent Canigó | 5,26             | 117 (2014)                        | 22                 |
| Casteil                  | 66043      | CC Conflent Canigó | 29,83            | 133 (2014)                        | 4,5                |
| Catllar                  | 66045      | CC Conflent Canigó | 8,02             | 728 (2014)                        | 91                 |
| Clara-Villerach          | 66051      | CC Conflent Canigó | 8,70             | 250 (2014)                        | 29                 |
| Codalet                  | 66052      | CC Conflent Canigó | 2,78             | 373 (2014)                        | 134                |
| Conat                    | 66054      | CC Conflent Canigó | 19,12            | 54 (2014)                         | 2,8                |
| Corneilla-de-Conflent    | 66057      | CC Conflent Canigó | 11,02            | 468 (2014)                        | 42                 |
| Eus                      | 66074      | CC Conflent Canigó | 20,08            | 393 (2014)                        | 20                 |
| Fillols                  | 66078      | CC Conflent Canigó | 8,40             | 173 (2014)                        | 21                 |
| Fuilla                   | 66085      | CC Conflent Canigó | 9,69             | 452 (2014)                        | 47                 |
| Los Masos                | 66104      | CC Conflent Canigó | 5,71             | 916 (2014)                        | 160                |
| Molitg-les-Bains         | 66109      | CC Conflent Canigó | 12,96            | 222 (2014)                        | 17                 |
| Mosset                   | 66119      | CC Conflent Canigó | 71,93            | 295 (2014)                        | 4,1                |
| Nohèdes                  | 66122      | CC Conflent Canigó | 30,91            | 66 (2014)                         | 2,1                |
| Ria-Sirach               | 66161      | CC Conflent Canigó | 12,82            | 1 309 (2014)                      | 102                |
| Taurinya                 | 66204      | CC Conflent Canigó | 14,50            | 328 (2014)                        | 23                 |
| Urbanya                  | 66219      | CC Conflent Canigó | 14,40            | 34 (2014)                         | 2,4                |
| Vernet-les-Bains         | 66222      | CC Conflent Canigó | 16,76            | 1 344 (2014)                      | 80                 |
| Villefranche-de-Conflent | 66223      | CC Conflent Canigó | 4,46             | 211 (2014)                        | 47                 |

## Représentation

### Conseillers généraux de 1833 à 2015
| Période | Période          | Identité                                | Étiquette   | Qualité |
| ------- | ---------------- | --------------------------------------- | ----------- | --- |
| 1833    | 1848             | François Saleta (1799-1860)             |             | Procureur du Roi au Tribunal civil de Prades |
| 1848    | 1852             | Joseph Ferdinand de Lacroix (1804-1875) |             | Propriétaire, maire de Prades (1848-1850) |
| 1852    | 1860             | François Saleta                         |             | Ingénieur en chef des Ponts et Chaussées, Perpignan Président du Tribunal civil |
| 1860    | 1864             | Léon Saleta                             |             | Avocat à Prades |
| 1864    | 1871             | Rémy Jacomy                             |             | Maître de forges |
| 1871    | 1885 (démission) | Jean-Baptiste Romeu                     | Républicain | Maire de Prades (1876-1877) |
| 1885    | 1895             | Jean Bès-Sire                           | Rad.        | Maire de Prades (1870), conseiller d'arrondissement |
| 1895    | 1901             | Joseph Marie                            | Républicain | Médecin des épidémies Conseiller municipal de Prades, ancien conseiller d'arrondissement |
| 1901    | 1908 (décès)     | Jean Petit                              | Rad.        | Maire de Prades (1894-1904), conseiller d'arrondissement |
| 1908    | 1925             | Jean Arrous                             | Rad.        | Maire de Prades (1923-1925) |
| 1925    | 1940             | Joseph Rous                             | SFIO        | Avocat - Député (1932-1942) Conseiller municipal de Prades |
|         |                  |                                         |             | |
| 1943    | 1945             | Isidore Monceu (1884-1963)              |             | Artisan maçon Maire de Mosset (1919-1925 et 1940-1944) Membre de la Commission administrative des Pyrénées-Orientales (1940-1943) Nommé conseiller départemental en 1943                     |
|         |                  |                                         |             | |
| 1945    | 1949             | Marcel Monteil                          | PCF         | Employé des P.T.T. |
| 1949    | 1955             | Joseph Rous                             | SFIO        | Député (1932-1942) Conseiller municipal de Prades |
| 1955    | 1979             | André Tourné                            | PCF         | Viticulteur-maraîcher Député (1946-1958, 1962-1968 et 1973-1986) Ancien conseiller général du Canton de Perpignan-Est                                                                        |
| 1979    | 1985             | Jean-Pierre Lannelongue (1911-2006)     | SE          | Maire de Villefranche-de-Conflent (1965-1995) |
| 1985    | 1987 (décès)     | Guy Malé                                | UDF         | Directeur technique Sénateur (1983-1987) Président du conseil général (1982-1987) Maire de Bolquère (1977-1983) puis de Prades (1983-1987) Ancien conseiller général du canton de Mont-Louis |
| 1987    | 1998             | Jean-Luc Malé (fils de Guy Malé)        | UDF         | Instituteur |
| 1998    | 2015             | Guy Cassoly                             | PCF         | Cadre Maire de Los Masos depuis 1983 |

### Historique des élections

#### Élection de 2004
Les élections cantonales de 2004 ont eu lieu les dimanches 21 et 28 mars 2004. 
Abstention : 31,40 % au premier tour ; 29,37 % au second tour.
| Candidat          | Parti | %       | Voix |
| ----------------- | ----- | ------- | ---- |
| Guy Cassoly       | PCF   | 63,82 % | 4109 |
| Jean-Paul Frances | UMP   | 36,18 % | 2329 |

| Candidat            | Parti | %       | Voix |
| ------------------- | ----- | ------- | ---- |
| Guy Cassoly         | PCF   | 28,38 % | 1846 |
| Jean-François Denis | PRG   | 25,58 % | 1664 |
| Jean-Paul Frances   | UMP   | 17,70 % | 1151 |

### Conseillers d'arrondissement (de 1833 à 1940)
Le canton de Prades avait deux conseillers d'arrondissement.
| Période                                  | Période          | Identité                                | Étiquette           | Qualité |
| ---------------------------------------- | ---------------- | --------------------------------------- | ------------------- | --- |
| 1833                                     | 1848             | Alphonse Jean Simon Jacomet (1800-1871) |                     | Négociant, banquier, maire de Prades                                                                        |
| 1833                                     | 1842             | M. Roca                                 |                     | Suppléant du juge de paix, Prades                                                                           |
| 1842                                     | 1848             | Fortuné Roger                           |                     | Avocat, propriétaire à Prades                                                                               |
|                                          |                  |                                         |                     | |
|                                          | 1885 (démission) | Jean Bès-Sire                           | Rad.                | Ancien maire de Prades (1870)                                                                               |
|                                          | 1885 (démission) | Joseph Marie                            | Républicain         | Médecin des épidémies, conseiller municipal de Prades                                                       |
|                                          |                  |                                         |                     | |
| 1892                                     |                  | Marcel Acérat                           | Républicain radical | Maire de Catllar                                                                                            |
| 1898                                     | 1901             | Jean Petit                              | Républicain radical | Maire de Prades                                                                                             |
|                                          |                  |                                         |                     | |
| 1919                                     | 1928             | Pierre Arrous                           | Gauche              | |
| 1922                                     |                  | Michel Salvat                           | Gauche              | Maire de Corneilla-de-Conflent                                                                              |
| 1928                                     | 1940             | Joseph Marc (1886-1952)                 | PRS puis SFIO       | Agriculteur-viticulteur, maire de Ria (1919-1941)                                                           |
| 1934                                     | 1940             | Jean Rouffiandis                        | SFIO                | Propriétaire à Molitg-les-Bains                                                                             |
| 1940                                     |                  |                                         |                     | Les conseils d'arrondissement ont été suspendus par la loi du 12 octobre 1940 et n'ont jamais été réactivés |
| Les données manquantes sont à compléter. |                  |                                         |                     | |

## Démographie
| 1962   | 1968   | 1975   | 1982   | 1990   | 1999   | 2006   | 2011   | 2012   |
| ------ | ------ | ------ | ------ | ------ | ------ | ------ | ------ | ------ |
| 12 140 | 11 961 | 12 445 | 12 273 | 12 731 | 12 761 | 13 677 | 13 614 | 13 628 |